# HMS Malta (1800)
HMS Malta — 80-пушечный линейный корабль третьего ранга
Королевского флота. Ранее был на службе военно-морского флота Франции как Guillaume Tell, линейный корабль типа Tonnant, но был захвачен в Средиземном море в 1800 году английской эскадрой, осуществлявшей блокаду Мальты. Отслужив менее четырёх лет у французов (с момента ввода в эксплуатацию в июле 1796 до его захвата в марте 1800), он в конечном итоге в течение 40 лет служил у англичан.
Guillaume Tell принял участие в битве на Ниле, но входил в арьергард французского флота и потому практически не пострадал. Он оказался одним из двух французских линейных кораблей, которые смогли избежать захвата или уничтожения, и нашли убежище на Мальте. Но там он оказался в ловушке британской блокады, и когда остров был атакован англичанами, он попытался сбежать. Однако Guillaume Tell был замечен британским фрегатом и был атакован несколькими кораблями. После ожесточенной борьбы он спустил флаг и перешёл в руки англичан. Был переименован в HMS Malta в честь острова, возле которого он был захвачен.
Участвовал в сражении у мыса Финистерре в 1805 году, внёс свой вклад в захват двух вражеских кораблей. Принял участие в блокаде французских портов, помог в погоне и захвате французского фрегата Président в 1806 году. В последние годы войны использовался как флагман в Средиземном море, после чего вернулся в Англию. Он провел некоторое время в качестве сторожевого корабля в Плимуте и оставался на военной службе, пока не был переоборудован в блокшив, в роли которого он провел почти десять лет. Он был, наконец, разобран в 1840 году, через сорок лет после его захвата у французов.

## Французская служба

### Абукирская битва
Guillaume Tell был построен по проекту Жака-Ноэля Сане на верфи Тулона. Строительство длилось с сентября 1794 года по июль 1796 года, корабль был спущен на воду 21 октября 1795 года. Он был назван в честь народного героя Вильгельма Телля.
В качестве флагмана контр-адмирала Пьера-Шарля Вильнева он входил в состав эскадры вице-адмирала Франсуа-Поля Брюейса, которая перевозила армию Наполеона Бонапарта с которой тот намеревался захватить Египет Guillaume Tell стоял на якоре с флотом Брюейса в Абукирском заливе 1 августа, когда вечером они были обнаружены британским флотом под командованием контр-адмирала Горацио Нельсона. Нельсон приказал флоту сразу атаковать, и британская эскадра удвоив свою линию вступила в бой с французским авангардом.
Брюейс был захвачен врасплох, так как предполагал, что британцы атакуют его арьергард или центр, где он и расположил свои тяжёлые корабли, в том числе и Guillaume Tell Guillaume Tell первое время не принимал участия в сражении, но когда наступил рассвет французский авангард сдался, и британская эскадра атаковала оставшиеся французские корабли.
Вильнев сражался до полудня 2 августа, после чего, видя безнадежность дальнейшего сражения, ушёл в море с остатками
французского арьергарда (Guillaume Tell, Généreux, Timoléon и два фрегата), но Timoléon сел на мель и его пришлось бросить Вильнев позже был подвергнут критике за то, что не вступил в бой с самого начала, чтобы оказать помощь авангарду, но затем исследователи пришли к выводу, что это никак не повлияло бы на конечный результат.
Четыре уцелевших французских корабля бежали на Мальту, после чего Généreux решил вернуться оттуда в Тулон, но Guillaume Tell был блокирован в гавани Валлетта британской эскадрой.

### Захват
Раздражение Нельсона из-за того, что два французских линейных корабля смогли сбежать после битвы на Ниле, немного уменьшилось когда в феврале 1800 года был перехвачен Généreux, который попытался прорвать блокаду Мальты. Он был захвачен после короткого сражения, сдавшись флаг-капитану Нельсона, Эдварду Берри. Нельсон к тому времени был настолько увлечен Эммой Гамильтон, что пошёл против своего командира лорда Кейта, перенеся свою базу в Палермо, после чего оставил блокаду на своих подчиненных, а сам отправился на берег.
В то время как он был в отъезде, Guillaume Tell завершил подготовку к выходу в море и в 11 часов вечера 29 марта вышел из Валлетты под флагом контр-адмирала Дениса Декреса. Её отплытие было замечено капитаном Генри Блэквудом на борту фрегата HMS Penelope, который тут же атаковал его, послав бриг Minorca позвать на помощь остальную часть эскадры.
К рассвету 30 марта к месту сражения прибыл 64-пушечный HMS Lion, и открыл огонь по французскому кораблю. Во время маневрирования бушприт Lion запутался в такелаже Guillaume Tell и экипажу Lion пришлось отбить две атаки французов, которые попытались взять его на абордаж.
Эдвард Берри на HMS Foudroyant подошёл к месту боя в 6 часов утра, и после того как Guillaume Tell ответил отказом на предложение сдаться, открыл огонь. Хотя Guillaume Tell уже лишился грот- и крюйс-стеньги в результате перестрелки с Penelope, он всё ещё оказывал упорное сопротивление Foudroyant. Два судна обменялись залпами в то время как Penelope зашёл с другого борта Guillaume Tell и тоже открыл огонь. Теперь обстреливаемый с обеих сторон, Guillaume Tell потерял фок-мачту в 6:36 утра, а в 6:45 лишился и грот-мачты.
Несмотря на тяжёлые повреждения французский корабль продолжал вести бой с тремя британскими кораблями ещё в течение двух часов, пока не лишился последней мачты и не был вынужден закрыть нижние орудийные порты, чтобы избежать угрозы затопления. Понимая, что дальнейшее сопротивление бесполезно, Декрес в 9:35 утра приказал спустить флаг в знак капитуляции.

## Британская служба
Сильно повреждённый Guillaume Tell был принят на буксир Penelope, который пострадал не так сильно как остальные британские корабли, и прибыл в Сиракузы 3 апреля. После ремонта он отплыл в Англию, прибыв в Портсмут 23 ноября 1800 года. Там он был отремонтирован и оборудован, процесс был завершен к июлю 1801 года, после чего он был введен в эксплуатацию, как HMS Malta под командованием капитана Албемарле Берти. Первое время он находился на рейде острова Уайт, но был поврежден в результате серьёзного пожара в апреле 1802 года и был отправлен на ремонт. После его завершения, он вновь вступил в строй в марте 1803 года, к самому началу войны, под командованием капитана Эдуарда Буллера.
Буллер был временно заменен в январе 1805 года капитаном Уильямом Грейнджером для службы в эскадре блокирующей Кадис, но
Буллер вернулся на корабль вовремя, чтобы принять участие в Бою Кальдера у мыса Финистерре 22 июля 1805 года. Флот Кальдера из 15 линейных кораблей, двух фрегатов, куттера и люггера находился возле мыса Финистерре, когда он столкнулся с объединённым франко-испанским флотом из 20 линейных кораблей, семи фрегатов и двух шлюпов. Кальдер решил атаковать и двинулся к французам со своей эскадрой. Malta была последним кораблем в британской линии, но когда два флота смешались в условиях недостаточной видимости и густом тумане, Буллер обнаружил, что он был окружен пятью вражескими кораблями. После ожесточенного сражения, в котором Malta потеряла пять человек убитыми и сорок ранеными, Буллер вынудил сдаться испанский 84-пушечный San Rafael, а затем послал шлюпки с целью завладеть испанским 74-пушечным кораблем Firme.
Malta стала флагманом контр-адмирала сэра Томаса Луиса в августе 1806 года, и все ещё оставалась в составе его эскадры, когда ей было приказано перехватить французские силы под командованием Жана-Батиста Филибера, который, как ожидалось, должен был прибыть в европейские воды из Вест-Индии. 27 сентября она столкнулись с 44-пушечным французским фрегатом Président, и после непродолжительного преследования заставила его сдаться.
Malta отправился в Средиземное море 5 января 1807 года и провел год участвуя в блокаде Кадиса, в составе эскадры под руководством капитана Уильям Шилда. Он также участвовал в блокаде Тулона в 1808 году, сначала под командованием Шилда, а затем под руководством капитана Роберта Отвея.
Вернувшись домой в Великобританию в декабре того же года, он был отправлен на ремонт. В июле 1809 года в Плимуте начались большие восстановительные работы, которые были завершены к декабрю 1811 года. Он вновь вступил в строй в сентябре 1811 года под командованием капитана Чарльза Пейджа и служил в качестве флагмана контр-адмирала сэра Бенджамина Хелловела в Средиземном море. Malta отплыл из Англии 8 января 1812 года и провел следующие несколько лет в Средиземном море, перейдя под командованием капитана Уильяма Чарльза в январе 1815 года.
С окончанием наполеоновских войн он вернулся в Великобританию, где он был отремонтирован, а с ноября 1815 по январь 1816 он был переоборудован в Плимуте в сторожевой корабль. Капитан Томас Колфилд принял командование в январе 1816 года и оставался на этой должности до тех пор, пока команда не была распущена в июле 1816 года. Malta оставалась на действительной службе пока не была установлена как блокшив в Плимуте в конце 1831 года. В этой роли судно провело ещё девять лет, после чего было разобрано в Плимуте в августе 1840 года.